# Cryptophyllium westwoodii
Cryptophyllium westwoodii (Syn.: Phyllium westwoodii) ist eine Art der Wandelnden Blätter (Phylliidae). Gelegentlich wird sie als Westwoods Wandelndes Blatt angesprochen. Ein seit Anfang der 1990er Jahre in den Terrarien der Liebhaber befindlicher Stamm dieser Art wurde lange als Phyllium celebicum (seit 2021 gültiger Name Cryptophyllium celebicum) angesprochen. Frank H. Hennemann et al. identifizierten diese Tiere 2009 als Phyllium westwoodii. Somit beziehen sich alle bis dahin über Phyllium celebicum im Terrarium veröffentlichten Berichte auf Cryptophyllium westwoodii.

## Systematik
Die eindeutige Zuordnung von Tieren zu der von James Wood-Mason 1875 beschrieben Art wird dadurch erschwert, dass lediglich zwei Syntypen dieser Art bekannt sind. Beide waren im National Zoological Survey of India in Kalkutta hinterlegt. Sowohl das aus Port Blair stammende Weibchen, als auch das andere aus Myanmar (Burma) stammende Exemplar ist nicht mehr auffindbar. Somit steht für vergleichende Untersuchungen lediglich die von Wood-Mason 1875 angefertigte Zeichnung der weiblichen Syntype aus Port Blair zur Verfügung. Auf diese Darstellung haben auch Hennemann et al. in ihrer Revision der Gattung zurückgegriffen. Detlef Größer ging 2011 davon aus, dass es sich bei Phyllium celebicum und Phyllium westwoodii (seit 2021 beide in der Gattung Cryptophyllium) lediglich um Unterarten oder Variationen derselben Art handelt und begründet dies mit dem identischen Bau des männlichen Vomers (Siehe Hinterleib der Gespenstschrecken), welches jeweils zwei Haken, einen kleinen und einen großen hat, sowie dem identischen inneren Sklerit der Weibchen. Weitere Argumente sind die große Ähnlichkeit bzw. identische Erscheinung der Eier und Larven, sowie die Augenflecken die bei beiden Formen auftreten, aber auch fehlen können. Royce T. Cumming et al. veröffentlichte 2021 eine umfangreiche Arbeit, in welcher unter anderem diese Art in die neu errichtete Gattung Cryptophyllium überführte. Neben morphologischen Vergleichen, wie denen des Baus der Vomere und Sklerite, wurden hier genetische Untersuchungen zur Verwandtschaft diverser Arten vorgestellt. Letztere zeigen, dass Cryptophyllium westwoodii eine eigenständige Art ist, die mit Cryptophyllium celebicum und weiteren, größtenteils neu beschriebenen Arten, wie etwa Cryptophyllium chrisangi und Cryptophyllium khmer, die als Schwesterart identifiziert wurde, nahe verwandt ist. Außerdem wird die Situation um das fehlende Typusmaterial erörtert und in deren Konsequenz ein männlicher Neotypus aus der thailändischen Provinz Chiang Mai für die Art festgelegt. Dieser wurde im Insectarium de Montréal in Montreal, dem größten Insektarium Nordamerikas, hinterlegt.

## Merkmale
Die Weibchen erreichen eine Körperlänge von 75 bis 90 Millimetern. Die Männchen bleiben mit 55 bis 69 Millimetern deutlich kleiner. Der Körper ist bei beiden Geschlechtern, genau wie die Beine auch, an den Seiten von einem dünnen braunen Band umrandet. Bei den adulten weiblichen Tieren imitieren die Vorderflügel, hier als Tegmina ausgebildet, Laubblätter inklusive Blattadern, was zu einer perfekten Mimese beiträgt. Die Färbung ist sehr variabel. So können neben hellgrünen, auch dunkel- oder blassgrüne Tiere vorkommen, die nicht selten braun gesprenkelt sind, wobei die Braunanteile im Alter mehr werden können. Wie bei vielen Cryptophyllium-Vertretern finden sich auch bei den Weibchen von Cryptophyllium westwoodii häutige Hinterflügel (Alae), die zum Fliegen aber nicht geeignet sind. Die adulten Männchen haben voll entwickelte Hinterflügel, durch die sie zu kurzen Flügen fähig sind. Die kürzeren Vorderflügel bedecken die hinteren zu gut einem Drittel. Der Körper der Männchen ist schmal lanzettförmig. Die Männchen tragen ihre Fühler meist nach hinten gerichtet über den Körper gelegt. Außerdem haben sowohl die Imagines als auch die Nymphen häufig ein Paar Augenflecken auf dem fünften Hinterleibssegment. Die Unterscheidung der Weibchen von Cryptophyllium khmer morphologisch nicht möglich. Die Männchen von Cryptophyllium westwoodii haben annähernd ovale Hinterleibsränder, während die Ränder des fünften und sechsten Hinterleibssegmentes von Cryptophyllium celebicum Männchen gerade, parallel zueinander laufende Ränder haben. Die Hinterflügel der adulten Weibchen von Cryptophyllium westwoodii erreichen mehr als 2/3 der Länge der Vorderflügel, während die von Cryptophyllium celebicum nur etwa halb so lang sind wie die Vorderflügel.

## Vorkommen, Lebensweise und Fortpflanzung
Als sicheres Verbreitungsgebiet von Cryptophyllium westwoodii gilt der Norden Thailands, Laos und das südliche Myanmar. Ob die Art auch im Süden Thailands und Kambodschas vorkommt oder ob hier nur die ähnliche Cryptophyllium khmer vorkommt, gilt als unsicher. Ehemals angenommene Vorkommen im Süden Chinas, in Vietnam und auf den Andamanen, werden mittlerweile anderen Arten zugerechnet.
Die Art sitzt tagsüber meist reglos und gut getarnt auf den Futterpflanzen. Bewegen sich die Tiere fort, dann in dem für die Wandelnden Blätter typischen Schaukelschritt. Die frisch geschlüpften Nymphen laufen in den ersten Tagen sehr schnell durch die Zweige, bevor sie mit der Nahrungsaufnahme beginnen und die Lebensweise ihrer Eltern übernehmen.
Aus den 3,4 bis 3,7 Millimeter langen und 2,8 bis 3,1 Millimeter breiten, kantigen Eiern schlüpfen nach etwa vier Monaten zunächst rotbraun gefärbte, weiß gefleckte, sehr schmale Nymphen. Die Farbe der älteren Nymphen und der Imagines ist stark von der Luftfeuchtigkeit während der Entwicklungszeit der Nymphen abhängig. Hohe Luftfeuchtigkeit führt zu grünen, niedrige zu gelbbraunen und rot gestreiften, gelben Tieren. Die Entwicklung zum adulten Insekt dauert etwa vier Monate. Dabei lassen sich die Männchen schon nach der zweiten Häutung durch den bei den folgenden Häutungen immer schmaler werdenden rautenförmigen Hinterleib von den Weibchen, deren Abdomen immer breiter wird, unterscheiden. Die Lebenserwartung der ausgewachsenen Weibchen liegt bei sechs Monaten, die der Männchen etwa bei drei Monaten. Drei Wochen nach der Häutung zur Imago beginnen die Weibchen mit der Ablage der insgesamt etwa 180 Eier.

## Terraristik
Seit Anfang der 1990er Jahre befinden sich aus Thailand stammende Tiere in Zucht, die zunächst als Phyllium celebicum im Umlauf waren. Diese von der Phasmid Study Group unter der PSG-Nummer 128 geführten Wandelnden Blätter wurden im Rahmen der von Hennemann et al. im Jahr 2009 durchgeführten Revision der Gattung als Phyllium westwoodii bestimmt. Somit beziehen sich alle bis 2009 veröffentlichten Haltungsberichte nicht auf Cryptophyllium celebicum, sondern beschreiben die Haltung und Zucht von Cryptophyllium westwoodii. Die im Jahr 2008 im Süden Sulawesis gesammelte Cryptophyllium celebicum ist erst seit 2008 bzw. 2009 in Zucht. Da beide Stämme im Umlauf sind, treten für Liebhaber insbesondere bei Unkenntnis der Herkunft bzw. des Fundortes häufig Schwierigkeiten bei der Bestimmung der tatsächlich gehaltenen Art auf.

Cryptophyllium westwoodii ist relativ einfach im Terrarium zu halten. Bei Temperaturen über 20 °C (vorzugsweise 22 bis 27 °C) und einer Luftfeuchtigkeit um 70 Prozent, lassen sich die Tiere problemlos vermehren. Als Futter können sowohl ausschließlich Brombeerblätter, als auch Eichen-, Hasel- und Guavenlaub (Psidium) angeboten werden.
Eine parthenogenetische Zucht ist zwar möglich und durch die geringere Lebenserwartung der Männchen sind solche Zuchten auch vorhanden, diese sind jedoch nicht so produktiv und lassen sich wegen der hohen Lebenserwartung der Weibchen und dem damit einhergehenden monatelangem Ablegen befruchteter Eier verhindern.

## Bilder

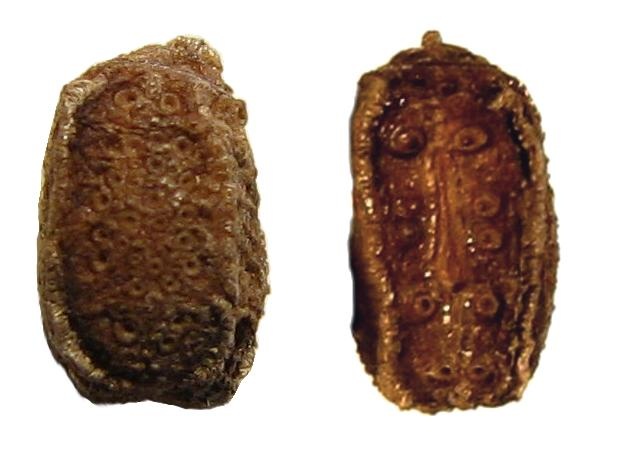
Ei von der Seite und von vorne
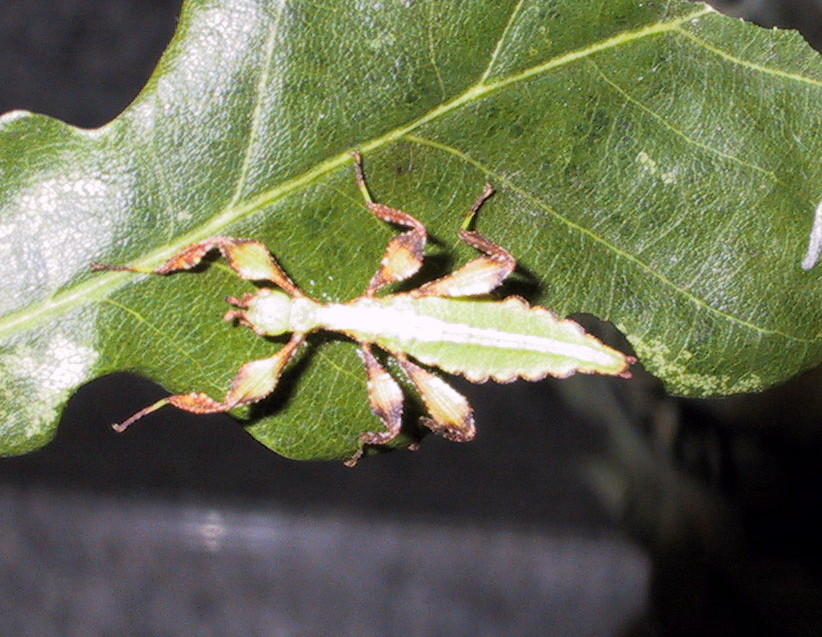
Wenige Tage alte Nymphe
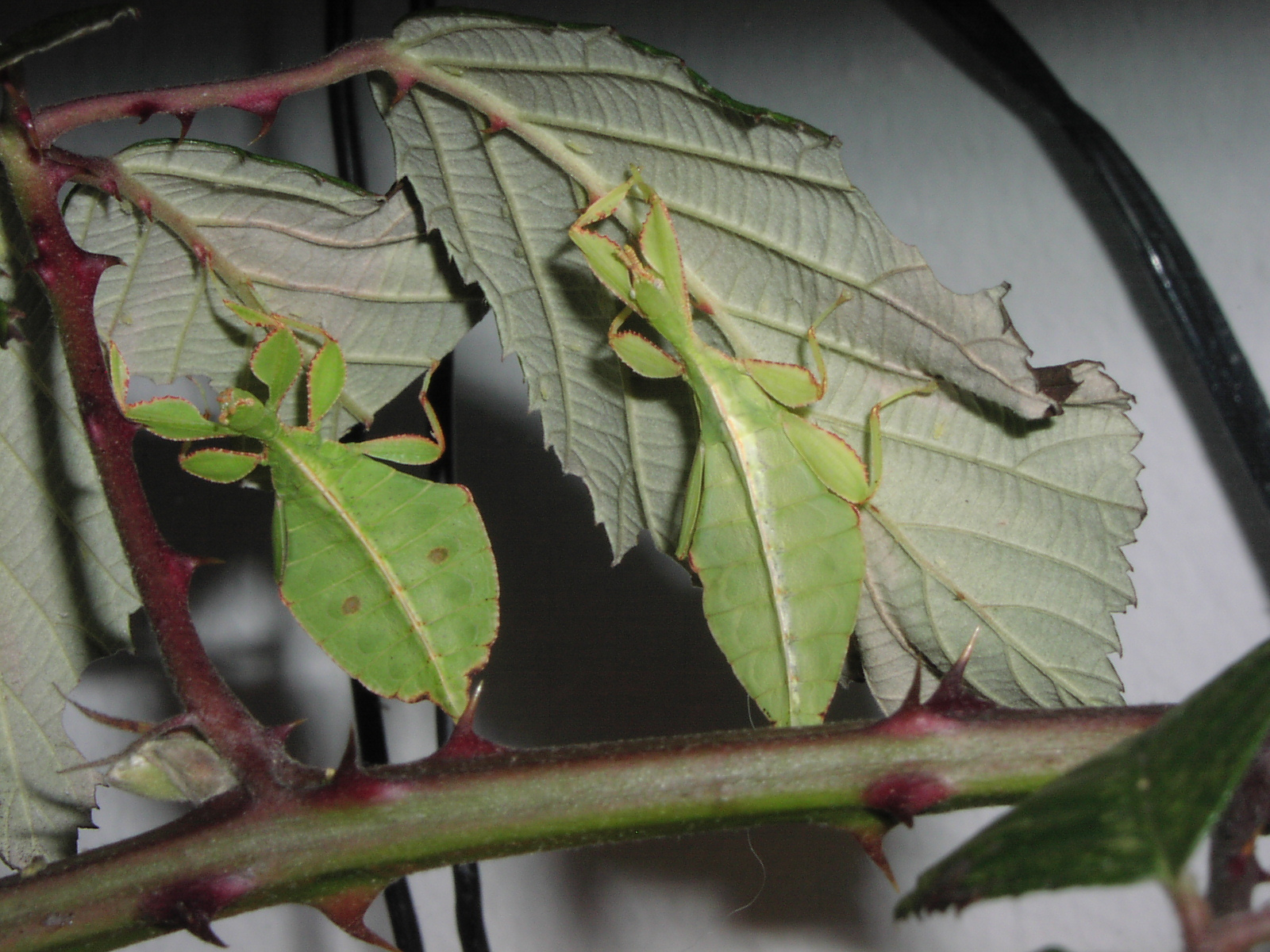
Links weibliche, rechts männliche Nymphe
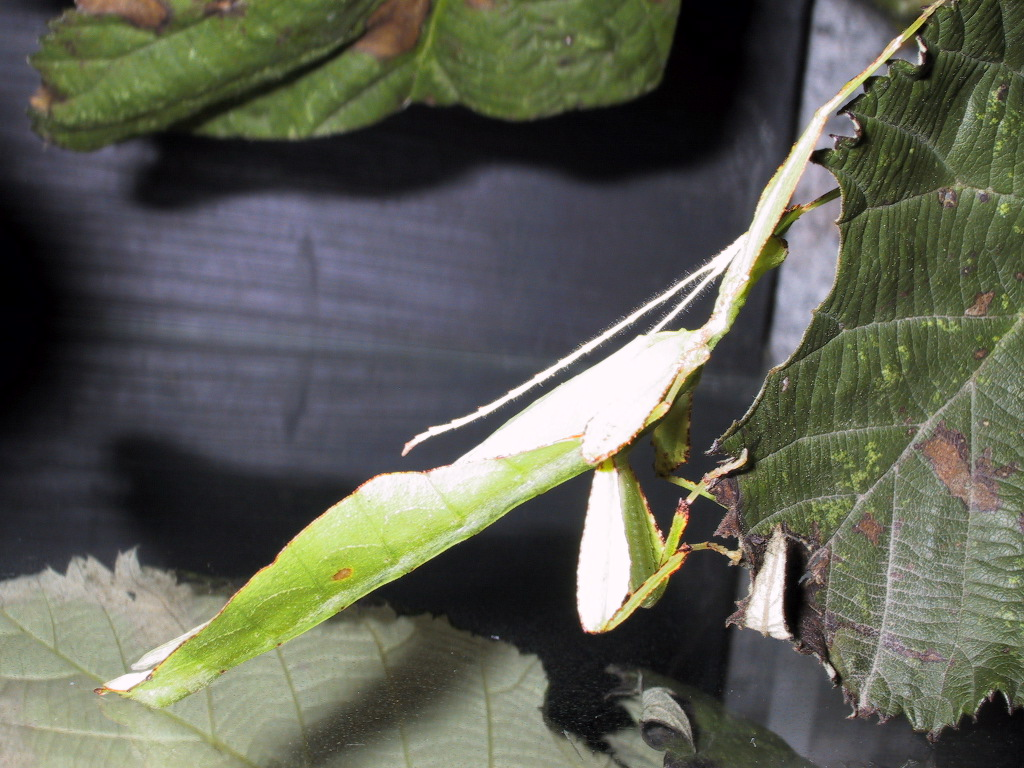
Männchen